# Léon Camille Marius Croizat

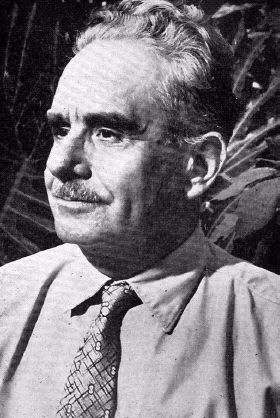
Léon Croizat

Léon Camille Marius Croizat (* 16. Juli 1894 in Turin; † 10. November 1982 in Coro) war ein französisch-italienischer Botaniker, der in Venezuela arbeitete und die Panbiogeographie als Hypothese entwickelte, die die Evolution von Lebewesen über große Gebiete und lange Zeiträume hinweg erklären sollte. Sein offizielles botanisches Autorenkürzel lautet „Croizat“.

## Leben
Léon Croizat wurde als Sohn französischer Eltern in Turin geboren. Dort studierte er Jura als Brotberuf, ohne je seine Neigung zur Naturgeschichte zu verleugnen. So widmete er sich nach seinem Studienabschluss der Botanik und Zoologie. Er entwickelte Gedankengänge, die ihn entgegen dem Darwinismus seiner Zeit zu Hypothesen über die Entwicklung des Lebens über die Erdoberfläche, in langen Zeiträumen brachten. Im Ersten Weltkrieg diente er von 1914 bis 1919 in der italienischen Armee. 1923 wanderte er mit Frau und zwei Kindern nach New York aus. Um neben Tagelöhnerarbeiten noch Geld zu verdienen, malte er Aquarelle, die im Brooklyn Museum of Art ausgestellt wurden. Nach dem Börsenkrach von 1929/1930 brach der Kunstmarkt indes zusammen und Croizat zog nach Paris, wo er mit seiner Familie bis 1936 blieb. Zwischen 1936 und 1946 lebte er in den USA, wo er als wissenschaftlicher Assistent von Elmer Drew Merrill (1876–1956) am Arnold-Arboretum der Harvard University arbeitete. Da er Französisch, Italienisch, Spanisch, Portugiesisch, Latein, Russisch, Deutsch und mit Hilfe eines Wörterbuches Griechisch sprach, konnte er sich alsbald im Herbarium in die Feinheiten der Euphorbiaceae einarbeiten.
Croizat wurde 1947 durch den Schweizer Botaniker Henri Pittier (1857–1950) nach Venezuela eingeladen. Er nahm eine Stelle in der Landwirtschaftlichen Fakultät der Universität von Venezuela an. 1951 wurde er zum ordentlichen Professor für Botanik und Ökologie an der Universidad de Los Andes, Venezuela, ernannt.
Von 1951 bis 1952 nahm er als Botaniker an der französisch-venezolanischen Expedition unter der Leitung von José Maria Cruxent teil, die auf den Spuren Alexander von Humboldts die Quellen des Orinoco suchte. Er ließ sich in dieser Zeit von seiner ersten Frau scheiden, um Catalina, eine aus Ungarn immigrierte Kinderpsychologin, heiraten zu können. Catalina gab ihm nach Abschluss ihres zweiten Studiums als Landschaftsarchitektin den finanziellen Freiraum, 1953 alle offiziellen akademischen Ämter aufgeben zu können und sich ausschließlich den ihn interessierenden biologischen Problemen zu widmen.
In den Jahren 1959/1960 unternahm er eine Expedition durch Südamerika, 1962/1963 besuchte er Europa, wo er bei der Linnean Society in London und im Muséum national d’histoire naturelle in Paris Vorträge hielt. Er lebte mit seiner Frau bis 1975 in Caracas. Dann übernahm er mit ihr zusammen die Leitung des "Jardin Botanico Xerofito" in Coro, einer Stadt etwa 400 Kilometer westlich von Caracas. Dort hatten die beiden 1970 mit der Anlage und Entwicklung eines botanischen Gartens begonnen. Der Garten wurde nach seinem Tod ihm zu Ehren "Jardin Xerofito Dr. Leon Croizat" benannt. Bis zu ihrem Tod 1997 blieb Catalina Croizat Direktorin.
Léon Croizat starb am 30. November 1982 in Coro an einem Herzanfall. Sieben Bücher und rund 300 wissenschaftliche Artikel, zusammen über 15.000 bedruckte Seiten, konnte er zu Lebzeiten publizieren.

## Ehrungen
Croizat erhielt vom venezolanischen Staat den Henri Pittier Verdienstorden für Naturschutz. Der italienische Staat ehrte ihn mit seinem Verdienstorden. Nach ihm benannt wurde die Gattung Croizatia Steyerm. aus der Familie der Phyllanthaceae. Auch zahlreiche Pflanzen- und Tierarten Südamerikas wurden ihm zu Ehren benannt.

## Panbiogeographie
Die von Léon Croizat entwickelte Methode der Panbiogeographie beruht auf einem kartographischen Verfahren, bei dem die gegenwärtige Verbreitung eines Taxons oder mehrerer Taxa auf einer Weltkarte eingetragen wird und auftretende Disjunktionen, also Unterbrechungen in einem Verbreitungsgebiet, mit Linien umfahren werden. Nach Croizats Hypothese stellt das so entstehende Muster das potentielle oder ehemalige Verbreitungsgebiet eines Taxons dar.
Um Unterbrechungen im gegenwärtig sichtbaren Verbreitungsgebiet zu erklären, postulierte Croizat, dass gemeinsame Vorfahren von Taxa in früheren erdgeschichtlichen Perioden weiter verbreitet gewesen sein müssten. Aussterbeereignisse in späteren Perioden führten dann zu einem lückenhaften Verbreitungsgebiet. Croizat betrachtete die Evolution der Organismen im Wesentlichen als durch Zeit, Raum und Form bestimmt. Von diesen drei Faktoren ist der Raum derjenige, dem sich die Biogeographie am stärksten annimmt.

## Wissenschaftliche Anerkennung
Croizats Hypothesen sind bis heute umstritten. Während Wissenschaftler, die der aktiven oder passiven Verbreitung eines Taxons in rezenter Zeit eine große Rolle zusprechen, Croizats Ansatz zurückweisen, halten andere ihn für einen der originellsten Denker der modernen vergleichenden Biologie. Er legte einen Grundstein für eine interdisziplinäre Betrachtung organismischer Verbreitungsmuster zwischen Biologie und Geographie.

## Schriften (Auswahl)
Bibliographie
- Manual of Phytogeography or An Account of Plant Dispersal Throughout the World. Junk, The Hague 1952.
- Panbiogeography or An Introductory Synthesis of Zoogeography, Phytogeography, Geology; with notes on evolution, systematics, ecology, anthropology, etc. Caracas 1958.
- Principia Botanica or Beginnings of Botany. Caracas 1961.
- Space, Time, Form: The Biological Synthesis. Caracas 1964.
- Vicariance/vicariism, panbiogeography, „vicariance Biogeography,“ etc.: a clarification. In: Systematic Zoology. Band 31, 1982, S. 291–304.